# Maria Pitillo

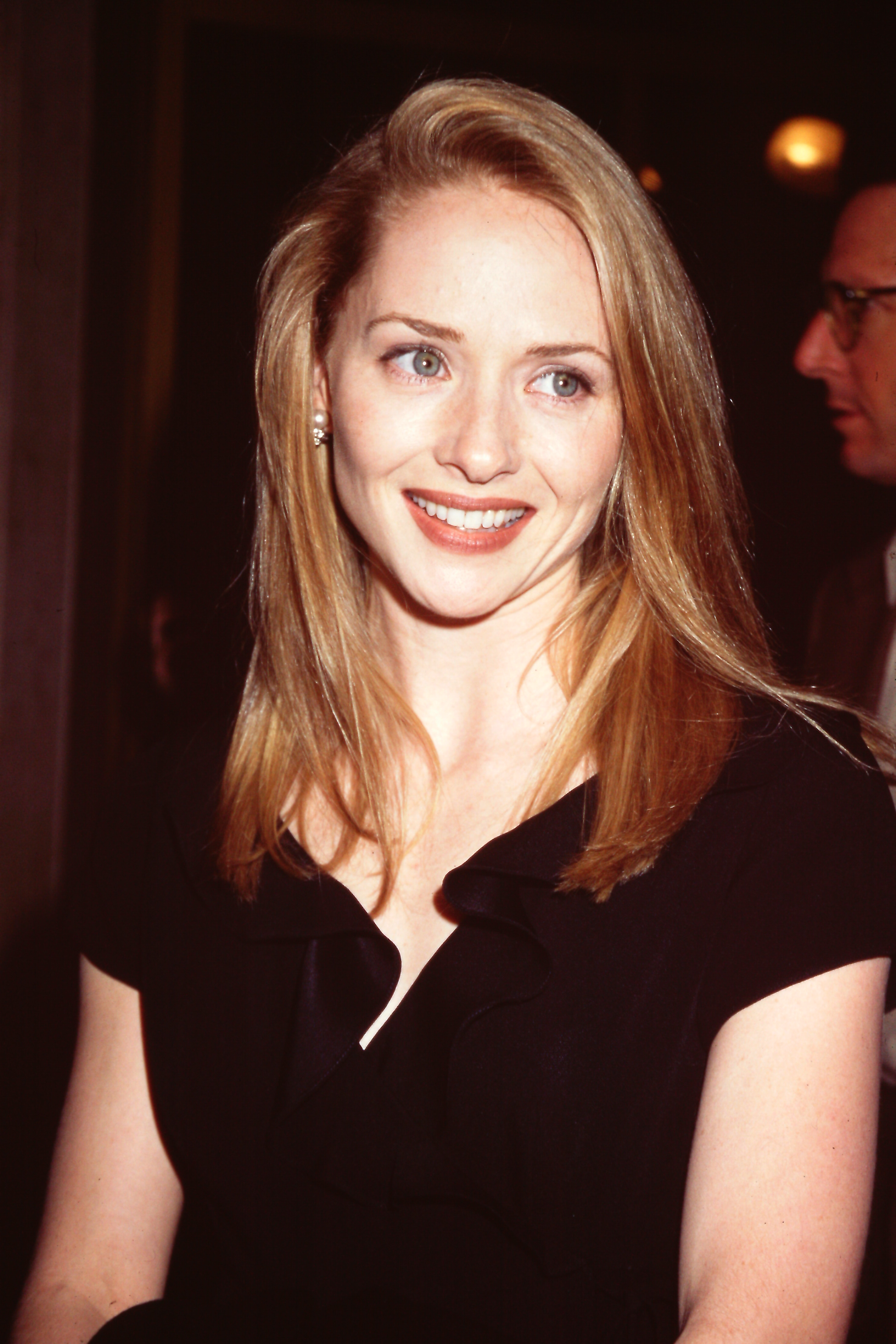
Maria Pitillo (1995)

Maria Pitillo (* 8. Januar 1966 in Elmira, New York) ist eine US-amerikanische ehemalige Schauspielerin.

## Leben und Wirken
Maria Pitillo wuchs in Mahwah (New Jersey) zusammen mit zwei Schwestern auf. Zur Schauspielerei kam Pitillo, die zuvor im Einzelhandel gearbeitet hatte, durch einen Zufall, als ein Bekannter sie dazu ermutigte, als Darstellerin für Werbespots vorzusprechen. Sie hatte Erfolg und trat ab Mitte der achtziger Jahre in mehreren Fernsehwerbungen für verschiedene Unternehmen und Institutionen auf. Eine erste nennenswerte Fernsehrolle bekam Pitillo 1987 in der Seifenoper Ryan’s Hope, in der sie bis 1989 in insgesamt 29 Episoden wiederkehrend auftrat. Im selben Jahr erhielt sie eine Filmrolle in der Komödie Die Teufelin, wo sie als Nebendarstellerin an der Seite von Meryl Streep spielte. Ursprünglich hatte Pitillo ihre Arbeit als Schauspielerin für eine vorübergehende Angelegenheit gehalten. Nach ihrem Mitwirken in dem Biopic Chaplin, in dem sie 1992 in einer Nebenrolle die bekannte Schauspielerin Mary Pickford verkörpert hatte, entschloss sie sich dazu, dieser Tätigkeit weiterhin nachzugehen. Anschließend zog sie nach Hollywood, um ihre Karriere weiter voranzutreiben. Pitillo musste dort überwiegend mit Rollen in Fernsehproduktionen vorlieb nehmen. Als Filmdarstellerin übernahm sie in Tony Scotts True Romance (1993), Oliver Stones Natural Born Killers (1994) sowie in der Liebeskomödie Bye Bye, Love (1995) kleine Nebenrollen.
Einen ersten nennenswerten Erfolg hatte Pitillo mit der Fernsehserie Partners, in der sie ab 1995 eine der Hauptrollen spielte und in insgesamt 22 Folgen auftrat. Die Produktion der Serie wurde 1996 nach einer Staffel eingestellt. Im Anschluss wurde Pitillo vom damaligen NBC-Präsidenten Warren Littlefield kontaktiert, der zuvor durch Partners auf die junge Schauspielerin aufmerksam geworden war. Darauf unterzeichnete sie mit NBC einen Förderungsvertrag, und Littlefield versuchte 1997, Pitillo als Ersatzdarstellerin (sowie James Burrows als Regisseur) für die geplante Produktion Nearly Yours zu vermitteln, nachdem die ursprüngliche Darstellerin Parker Posey aus dieser ausgestiegen war. Das Projekt, das eine Co-Produktion von NBC und DreamWorks SKG hätte werden sollen, kam jedoch nicht zustande, da sich die Vertragspartner über bestimmte Konditionen nicht einig werden konnten, und Pitillo stand so für das Jahr 1997 arbeitslos da.
1998 kam Pitillo wieder zu Rollen in diversen Produktionen. Mit der Rolle der Audrey Timmonds in Roland Emmerichs Monsterfilm Godzilla, übernahm sie zum ersten Mal eine größere Rolle in einem Kinofilm. Der Film sowie Pitillos darstellerische Leistung wurden vom Großteil des Publikums und der Filmkritiker regelrecht verspottet. Er wurde in insgesamt sechs Kategorien für die Goldene Himbeere 1999 nominiert, Pitillo erhielt eine als „Schlechteste Nebendarstellerin“. Nach diesem Misserfolg war Pitillo aus der Kinobranche nahezu verschwunden. Sie spielte seitdem ausschließlich in Fernsehproduktionen mit. Einen letzten nennenswerten Part hatte sie von 2001 bis 2002 in der Serie Providence, wo sie in 31 Folgen wiederkehrend in der Rolle der Tina Calcatera auftrat. 2008 zog sich Pitillo endgültig aus dem Schauspielgeschäft zurück und arbeitet seitdem als Inneneinrichterin.
Sie ist seit 2002 mit David Roger Fortney verheiratet und ist Mutter einer Tochter. Sie wohnt in Ross, Marin County, Kalifornien.

## Filmografie
- 1986: Wise Guys – Zwei Superpflaumen in der Unterwelt (Wise Guys)
- 1987: What If I’m Gay? (Fernsehserie, 1 Folge)
- 1987–1989: Ryan’s Hope (Fernsehserie, 29 Folgen)
- 1988: Die grellen Lichter der Großstadt (Bright Lights, Big City)
- 1988: Brooklyn Kid
- 1989: Miami Vice (Fernsehserie, 1 Folge)
- 1989: Die Teufelin (She-Devil)
- 1990: Bruderkrieg (The Lost Capone, Fernsehfilm)
- 1990: Frühstück bei ihr (White Palace)
- 1991: Law & Order (Fernsehserie, 1 Folge)
- 1991: Saturday’s (Fernsehfilm)
- 1992: Middle Ages (Fernsehserie, 1 Folge)
- 1992: Chaplin
- 1993: Cooperstown – Auf den Straßen der Erinnerung (Cooperstown, Fernsehfilm)
- 1993: Verrückt nach dir (Mad About You, Fernsehserie, 1 Folge)
- 1993: True Romance
- 1993: South of Sunset (Fernsehserie, 7 Folgen)
- 1994: I’ll do anything oder: Geht’s hier nach Hollywood?
- 1994: Natural Born Killers
- 1994: The James Gang (Frank and Jesse)
- 1995: Vom Glück verraten (Escape from Terror: The Teresa Stamper Story, Fernsehfilm)
- 1995: Zwischen Gesetz und Begierde (Between Love and Honor, Fernsehfilm)
- 1995: Bye Bye, Love
- 1995–1996: Partners (Fernsehserie, 22 Folgen)
- 1996: Hilfe, ich komm’ in den Himmel (Dear God)
- 1996: Out of Order (Fernseh-Kurzfilm)
- 1998: Something to Believe In
- 1998: Godzilla
- 1998: House Rules (Fernsehserie, 7 Folgen)
- 1998: In the Loop (Fernsehserie)
- 1999: Ally McBeal (Fernsehserie, 1 Folge)
- 1999: Allein gegen die Zukunft (Early Edition, Fernsehserie, 1 Folge)
- 2000: After Sex
- 2000: Will & Grace (Fernsehserie, 1 Folge)
- 2000: Das Weihnachtsgeheimnis (The Christmas Secret, Fernsehfilm)
- 2000: Dirk and Betty
- 2001–2002: Providence (Fernsehserie, 31 Folgen)
- 2003: Friends (Fernsehserie, 1 Folge)
- 2006: The Angriest Man in Suburbia (Fernsehfilm)
- 2008: Big Shots (Fernsehserie, 1 Folge)